# Blockhaus (Reichshof)
Blockhaus ist ein Ort von 106 Ortschaften der Gemeinde Reichshof im Oberbergischen Kreis im nordrhein-westfälischen Regierungsbezirk Köln in Deutschland.

## Lage und Beschreibung
Blockhaus liegt östlich von Eckenhagen, die nächstgelegenen Zentren sind Gummersbach (10 km nordwestlich), Köln (54 km westlich) und Siegen (46 km südöstlich). Bekannt ist der Ort als Wintersportgebiet.
Das eigentliche Blockhaus, ein 1888 gebautes und unter Denkmalschutz stehendes Gebäude oberhalb des Skigebiets, wurde seit den 1920er Jahren zunächst als Pension und dann bis 2002 als Jugendherberge genutzt.
| Bevölkerungsentwicklung | Bevölkerungsentwicklung |
| Jahr                    | Einwohner               |
| ----------------------- | ----------------------- |
| 1991                    | 5                       |
| 2005                    | 11                      |
| 2008                    | 12                      |
| 2017                    | 13                      |
| 2018                    | 13                      |
| 2019                    | 13                      |

## Freizeit

### Wintersport
- Die Loipe Blockhaus (1,2 km)

### Radwege
Blockhaus durchquert eine der 4 themengebundenen Fahrradtouren der Gemeinde Reichshof.
Tour de Reichshof
Sie führt nahezu einmal um die Grenzen der Gemeinde Reichshof und stellt mit 1000 Höhenmetern auch für Radrennfahrer eine interessante Herausforderung dar.
Ausgangspunkt Kreissparkasse Wildbergerhütte.
| Routen-Name       | Wegzeichen | Fahrstrecke | Weglänge |
| Tour de Reichshof |            | Brüchermühle–Denklingen–Rölefeld–Remperg–Heikausen Pettseifen–Oberagger–Ersbach–Eckenhagen Blockhaus–Hespert–Wildbergerhütte | 50 km    |